# Stor-Grötselet
Stor-Grötselet är en sjö i Skellefteå kommun i Västerbotten och ingår i Rickleåns huvudavrinningsområde. Sjön har en area på 1,24 kvadratkilometer och ligger 258 meter över havet. Sjön avvattnas av vattendraget Sikån.

## Delavrinningsområde
Stor-Grötselet ingår i det delavrinningsområde (718264-168788) som SMHI kallar för Utloppet av Stor-Grötselet. Medelhöjden är 274 meter över havet och ytan är 10,06 kvadratkilometer. Räknas de 12 avrinningsområdena uppströms in blir den ackumulerade arean 133,2 kvadratkilometer. Sikån som avvattnar avrinningsområdet har biflödesordning 2, vilket innebär att vattnet flödar genom totalt 2 vattendrag innan det når havet efter 111 kilometer. Avrinningsområdet består mestadels av skog (58 procent) och sankmarker (23 procent). Avrinningsområdet har 1,24 kvadratkilometer vattenytor vilket ger det en sjöprocent på 12,3 procent.